# Emil Robert Höpner
Emil Robert Höpner (* 4. Juli 1846 in Dresden; † 20. Dezember 1903 ebenda) war ein deutscher Organist und Musikpädagoge.

## Leben und Wirken
Emil Höpner war Königlich Sächsischer Musikdirektor und Organist an der Frauenkirche von 1872 bis 1885. Zum Nachfolger des verstorbenen Organisten Christian Robert Pfretzschner (1821–1885)  wurde er in diese Funktion an der Kreuzkirche mit Einstimmigkeit gewählt. Dort wirkte er von 1885 bis 1902 sowie als Lehrer am Konservatorium für Musik in seiner Geburtsstadt Dresden. Kreuzorganist war auch der Vater, Christian Gottlob Höpner (1799–1859), von 1837 bis 1859. Seine erste Organistenstelle hatte Emil Höpner bei der Reformieren Kirche in Dresden Ende der 1860er Jahre und er arbeitete gleichzeitig als Musiklehrer. Als ordentliches Mitglied des Ton-Künstler-Vereins zu Dresden beteiligte sich Höpner am 9. März 1885 gemeinsam mit dem Lehrer des  Dresdner Konservatoriums Eugen Krantz (1844–1898) an einem Übungsabend dieses Vereins durch das Spielen  des „Bachkonzerts für zwei Klaviere C-Dur“ unter Begleitung von Streichinstrumenten. Auch am 7. April 1893 beteiligte sich Höpner an einem Aufführungsabend  des Tonkünstler-Vereins zu Dresden und spielte mit seinem Kollegen vom Konservatorium und Organisten der Frauenkirche Paul Janssen die „Sonate Es-Dur Quartett für zwei Pianoforte“ von Mozart.
Höpner war einer der Dresdner Organisten, die am 12. März 1899 in Loschwitz die neue Jehmlich-Orgel in ihren klanglichen Möglichkeiten vorstellten. Zusammen mit dem Organisten und Kantor der Johanniskirche,  Ernst Hans Fährmann (1860–1940), und dem Kirchenmusiker an der St.-Petri-Kirche, Friedrich Wilhelm Borrmann, sowie dem ortsansässigen Kirchschullehrer, Friedrich Kettner, gestaltete der Kreuzorganist ein Festkonzert in der umgebauten Loschwitzer Kirche.
Neben seiner Tätigkeit als Organist erteilte Höpner Klavier- und Orgelunterricht. Im Schuljahr 1884/85 besuchten acht Schüler seine Unterrichtsstunden im Spezialfach Musik am Dresdner Konservatorium. Seit dem 1. Dezember 1885 gab er dort auch Orgelunterricht. Zu seinen Schülern gehörte der spätere Kapellmeister und Komponist Georg Pittrich.
Zusammen mit Paul Janssen spielte der Königliche Musikdirektor Höpner anlässlich des 40. Jahrestages der Übernahme der Schirmherrschaft über das Dresdner Konservatorium durch den sächsischen Kronprinz und späteren König  Albert von Sachsen das Fest-Präludium für Orgel zu vier Händen und Doppelpedal.
Als Lehrer am Dresdner Konservatorium wurde Höpner letztmals im Dresdner Adressbuch von 1901 genannt, als er in der Grunaer Straße wohnte. Die Bibliothek des Musikkonservatorium unterstützte er durch wertvolle Geschenke. Als Organist an der Kreuzkirche ging er 1902 in den Ruhestand.

## Ehrungen
Der Violoncellist  der Sächsischen Hofkapelle von 1870 bis 1908  und Komponist Carl Hüllweck (1852–1910) eignete seinem „lieben Freunde Emil Höpner Organist an der Frauenkirche zu Dresden“ ein Arioso für Violoncello und Orgel, auch für „Pianoforte“/Klavier, zu.
Gustav Flügel (1812–1900) widmete sein Werk Op. 99 III Fugen für Orgel dem Kreuzorganisten Emil Höpner ebenfalls zu dessen Lebzeiten.
Der Kreuzorganist wurde 1891 zum Musikdirektor ernannt.

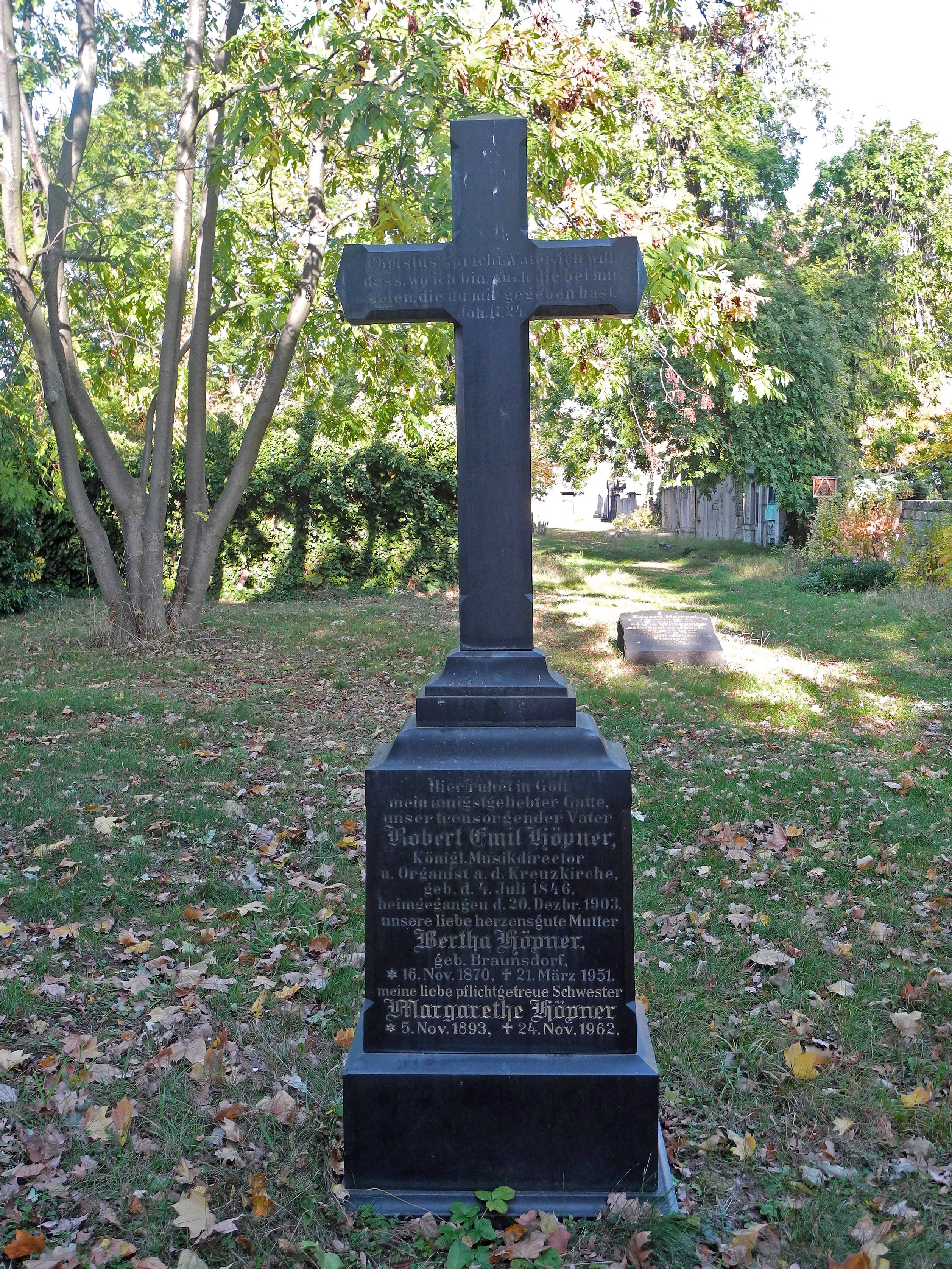
Grabstelle des Organisten Robert Emil Höpner auf dem Alten Annenfriedhof

## Letzte Ruhestätte
Aus dem Dresdner Villenstadtteil Loschwitz meldete die deutschsprachige amerikanische Zeitung Indiana Tribüne Anfang  1904, dass „nach langem Leiden Robert Emil Höpner, Musikdirektor und Organist a. D. gestorben“ sei.
Die Zeitung Dresdner Neueste Nachrichten hatte bereits  am 23. Dezember 1903 darüber informiert, dass der Königliche Musikdirektor, Organist Höpner  in Loschwitz starb, und dabei seine langjährige Verbundenheit mit dem Dresdner Konservatorium sowie der Kreuzkirche hervorgehoben.
Die letzte Ruhestätte Höpners befindet sich auf dem Alten Annenfriedhof in Dresden. Dort ist auch seine Ehefrau Bertha Höpner, geborene Braunsdorf, geboren am 16. November 1870, gestorben am 21. März 1951, begraben worden. Der Sohn Robert Paul Höpner, geboren 1892 und jahrzehntelang (seit 1914) Organist sowie Kantor an der  Lukaskirche, veranlasste, dass seiner Schwester Margarethe (1893–1962) insbesondere wegen ihrer Pflichtreue auf dem Grabstein der Eltern gedacht wurde.